# Орбита «Молния»
Орбита «Молния» — один из типов высокой эллиптической орбиты с наклонением в 63,4°, аргументом перицентра −90° и периодом обращения в половину звёздных суток. Данный тип орбиты получил название по серии советских космических аппаратов «Молния» двойного назначения, впервые использовавших эту орбиту в своей работе.
Большую часть времени на орбите спутник проводит у апогея, который для орбиты «Молнии» проходит над северным полушарием. В точке апогея высота может достигать 40 тысяч километров, благодаря чему в сочетании с достаточно долгим нахождением вокруг апогея спутник прекрасно видим в северном полушарии, особенно на территории России и Канады. Данная особенность использовалась для построения сети ретрансляционных узлов «Орбита», покрывавшая всю территорию СССР. Чтобы покрыть всю территорию северного полушария, требуется по крайней мере три космических аппарата, в реальности использовалось четыре пары спутников «Молния», орбиты которых были смещены на 90° друг относительно друга.

## Диаграммы орбиты
- Зоны покрытия орбиты «Молния». Зелёная зона — точка апогея. Красная зона — ±3 часа от апогея. Синяя зона — ±4 часа от апогея.
- Вид на Землю в точке апогея −4 часа, долгота апогея — 90° в.д. Высота космического аппарата 24 043 км над точкой 47,04° N 92,65° E.
- Вид на Землю в точке апогея, долгота апогея — 90° в.д. Высота космического аппарата 39 867 км над точкой 47,04° N 92,65° E.
- Вид на Землю в точке апогея +4 часа, долгота апогея — 90° в.д. Высота космического аппарата 24 043 км над точкой 47,04° N 87,35° E.
- Вид на Землю в точке апогея −4 часа, долгота апогея — 90° з.д. Высота космического аппарата 24 043 км над точкой 47.04° N 87.35° W.
- Вид на Землю в точке апогея, долгота апогея — 90° з.д. Высота космического аппарата 39 867 км над точкой 63.43° N 90° W.
- Вид на Землю в точке апогея +4 часа, долгота апогея — 90° з.д. Высота космического аппарата 24 043 км над точкой 47.04° N 92.65° W.
- Зоны видимости трёх спутников в северном полушарии. P — период обращения спутника, зелёная линия — работа над Евразией (долгота апогея — 90° в.д.), красная линия — работа над Северной Америкой (долгота апогея — 90° з.д.)

## Особенности орбиты
Большая территория бывшего СССР и нынешней России расположена в высоких северных широтах. Организация телерадиовещания со спутников, расположенных на геостационарной орбите, для такой территории требует передатчиков бо́льшей мощности из-за низкого угла наклонения. Напротив, орбита «Молнии» подходит гораздо лучше для таких регионов — угол наклонения для любой точки севернее 54,1° северной широты будет гарантированно больше 10°. Также вывод на данную орбиту требует меньше топлива, чем на геостационарную орбиту. Недостатком данного подхода является то, что для наземных станций необходима сложная система слежения за спутниками. Также космический аппарат четырежды за сутки проходит сквозь радиационный пояс ван Аллена, что в случае космических аппаратов «Молния» отрицательно сказалось на солнечных батареях и общем сроке службы аппарата.
Для полного покрытия территории России необходимо по крайней мере три космических аппарата, каждый из которых работает в течение восьми часов во время прохождения апогея. Так как Земля за 12 часов делает половину оборота вокруг своей оси, получается, что каждое второе прохождение апогея приходится на обслуживание Евразии, а другое — Северной Америки. Долгота апогея всех трёх аппаратов должна быть 90° западной и 90° восточной долготы, но каждый из них должен проходить точку спустя 8 часов после прохода предыдущего. В этом случае, когда аппарат проходит точку апогея +4 часа и покидает зону наиболее благоприятного вещания, следующий аппарат как раз входит в точку апогея −4 часа и продолжает вещание для обслуживаемого региона. Расстояние между аппаратами во время этой смены составляет 1500 километров (в угловых координатах — несколько градусов), поэтому ретрансляционной станции достаточно немного повернуть антенну, чтобы продолжить приём с нового спутника.
Из-за приплюснутости земного эллипсоида в аргумент перицентра вносятся искажения, из-за которых орбита спутника без корректировки будет постоянно меняться. Чтобы избежать лишней траты топлива, в орбите «Молния» используется угол наклонения в 63,4°, при котором искажения равны нулю.

## Использование
Впервые орбита с подобными параметрами была использована серией телекоммуникационных спутников «Молния-1». После двух неудачных запусков в 1964 году на орбиту была выведена «Молния 1-01», запущенная 23 апреля 1965 года. Спутники первых серий использовались в качестве дальнодействующей военной системы связи, однако они имели малый срок службы и требовали постоянной замены. Космические аппараты следующей серии «Молния-2» уже имели двойное назначение: помимо военной связи они обеспечивали гражданское вещание телерадиосети «Орбита» по территории всего Советского Союза. Последние поколения серии «Молния-3» и «Молния-3К» имели повышенные срок службы и пропускную способность ретранслятора. На смену им в строй должна встать космическая группировка спутников «Меридиан», также использующая высокую эллиптическую орбиту.
Орбиту, схожую с «Молнией» также использовали советские спутники-шпионы системы раннего обнаружения стартов МБР «Око», точка апогея которых располагалась над Соединёнными Штатами Америки. Сменившая её российская СПРН ЕКС «Купол» использует концептуально схожую орбиту «Тундра».